# میلفرد (نبراسکا)
میلفرد(به انگلیسی: Milford) شهری در ایالت نبراسکا کشور ایالات متحده آمریکا است که جمعیت آن در سرشماری سال ۲۰۱۰ میلادی، ۲٬۰۹۰ نفر بوده‌است.